# Poker di Voci
I Poker di Voci sono stati un gruppo vocale composto da quattro uomini, formatosi a Torino nel 1953 su iniziativa del maestro Piero Pasero e scioltosi nel 1970.
I componenti erano i tre torinesi Piero Trapani (Torino, 10 aprile 1930 - Torino, 19 novembre 2011), Giorgio Caldana (Torino, 29 aprile 1930 - Torino, 2 giugno 1996) e Piero Fiermonte (Torino, 26 agosto 1921 – Roma, 9 settembre 2009) ed il tedesco Kurt Wehowski (Zabrze, 25 aprile 1922 - Albenga, 23 febbraio 2017).

## Storia del gruppo
Hanno avuto notorietà nazionale lavorando insieme a vari artisti affermati come Gloria Christian, Natalino Otto, Gino Latilla, Tonina Torrielli, Giuseppe Negroni, Carla Boni e Fred Buscaglione.
Hanno partecipato al Festival di Sanremo 1957 dove interpretarono canzoni diventate famose come Casetta in Canadà e Il pericolo numero uno.
Hanno fatto anche parte dell'organico dell'orchestra Milleluci diretta dal Maestro William Galassini.
Hanno tra l'altro inciso, nel 1955, la canzone Batti, batti, ciabattino, versione in italiano (con testo di Mario Panzeri e Nino Rastelli) de Le petit cordonnier, testo di Francis Lemarque e musica di Rudy Révil, lanciata l'anno precedente in Francia ed incisa anche in inglese da The Gaylords e Petula Clark con il titolo The Little Shoemaker.

## Discografia parziale

### 78 giri
- 1953 - La luna nel rio/L'orologio della torre (lato B di Giuseppe Negroni, William Galassini ed il suo Sestetto) (Cetra, DC 6232)
- 1955 - Batti batti ciabattino/Valderì valderà (Cetra)

### EP
- 29 maggio 1958 - Batti batti ciabattino/Valderì Valderà/La luna nel rio/La lavanderina del Portogallo (Fonit Cetra, EPE 0634)
- 1961 - Ciau Fred! (Emanuela Records, EM ep 1005; tracce: Ciau Fred!/La gatta/Quando mi lasciò/Destinazione luna)

### 45 giri
- 1960 - La luna, la lina, la brezzolina/Il disco si è fermato (Emanuela Records, EM np 1014)
- 1960 - Ciau Fred/Quando mi lasciò (Emanuela Records, EM np 1018)
- 1960 - La gatta/Destinazione Luna (Emanuela Records, EM np 1020)
- 5 dicembre 1960 - La canzone del tranviere/Turin...61 (Emanuela Records, EM np 1034)
- 1966 - Quel mazzolin di fiori/Son deciso a prender moglie (DKF Folklore, FK 30011)
- 1966 - Oh! Mio carino/La vien dalla montagna (DKF Folklore, FK 30012)
- 25 settembre 1970 - Cara Juventus/Cara Juventus (strumentale) (Cetra, SPD 647; realizzato con l'orchestra di Pier Benito Greco)